# Grzybowa (Warszawa)
Grzybowa – osiedle w dzielnicy Wesoła w Warszawie. Wchodzi w skład obszaru MSI Zielona-Grzybowa.
Grzybowa a położona jest w północno-zachodniej części dzielnicy Wesoła, blisko Nowego Rembertowa.

## Historia
Wieś Grzybowa należała w latach 1867–1930 do gminy Okuniew w powiecie warszawskim. W 1921 roku Grzybowa liczyła 167 mieszkańców. 
1 kwietnia 1930 Grzybową włączono do gminy Wawer w tymże powiecie.
20 października 1933 utworzono gromadę Grzybowa w granicach gminy Wawer, składającą się z samej wsi Grzybowa.
1 kwietnia 1939 gromadę Grzybowa włączono do nowo utworzonej gminy Sulejówek w tymże powiecie.
Podczas II wojny światowej w Generalnym Gubernatorstwie, w dystrykcie warszawskim. W 1943 gromada Grzybowa liczyła 499 mieszkańców.
1 lipca 1952, w związku z likwidacją powiatu warszawskiego, gromadę Grzybowa wyłączono z gminy Sulejówek i włączono do nowo utworzonej gminy Wesoła w nowo utworzonym powiecie miejsko-uzdrowiskowym Otwock, gdzie gmina ta została przekształcona w jedną z jego ośmiu jednostek składowych – dzielnicę Wesoła.
Dzielnica Wesoła przetrwała do końca 1957 roku, czyli do chwili zniesienia powiatu miejsko-uzdrowiskowego Otwock i przekształcenia go w powiat otwocki. 1 stycznia 1958 dzielnicy Wesoła nadano status osiedla, przez co Grzybowa stała się integralną częścią Wesołej, a w związku z nadaniem Wesołej praw miejskich 1 stycznia 1969 – częścią miasta.
1 czerwca 1975 Wesoła weszła w skład stołecznego województwa warszawskiego.
W związku z kolejną reformą administracyjną, Wesoła weszła w skład powiatu mińskiego w województwie mazowieckim. 1 stycznia 2002 Wesołą wyłączono z powiatu mińskiego i przyłączono do powiatu warszawskiego.
W związku ze zniesieniem powiatu warszawskiego 27 października 2002 miasto Wesoła, wraz z Grzybową, włączono do Warszawy, gdzie wraz z Zieloną utworzyła dzielnicę Zielona-Grzybowa.